# Chris Mason (herec, 1991)
Chris Mason (* 14. února 1991 Liverpool, Anglie) je britský herec, který se proslavil rolí Lea Humphriese v seriálu Broadchurch stanice ITV.

## Životopis
Mason se narodil v Liverpoolu v Anglii, ale vyrůstal v Broadgreenu v Merseyside. Má dva bratry.

## Kariéra
V roce 2011 se poprvé objevil na televizních obrazovkách v limitovaném dramatickém seriálu Justice. Poté si zahrál roli Steva McEwana v seriálu Three stanice BBC . V roce 2014 si zahrál roli Ralfa Sarcozyho ve filmu Upírská akademie a o rok později se objevil po boku Toma Hardyho ve filmu Legendy zločinu. Od roku 2017 hraje roli Lea Humphriese v seriálu Broadchurch stanice ITV. V roce 2018 získal hlavní roli v seriálu Pretty Little Liars: The Perfectionists.

## Osobní život
Mason žije v Los Angeles se svoji manželkou herečkou Spencer Locke.

## Filmografie
| Film     | Film                                    | Film               | Film                         |
| Rok      | Název                                   | Rol                | Poznámky                     |
| -------- | --------------------------------------- | ------------------ | ---------------------------- |
| 2014     | Upírská akademie                        | Ray / Ralf Sarcozy |                              |
| 2014     | Falcon                                  | Billy              |                              |
| 2015     | Break                                   | Billy              |                              |
| 2015     | Legendy zločinu                         | Ronnie Hart        |                              |
| 2016     | Wonderkid                               |                    |                              |
| 2016     | Between Two Worlds                      | Ryan               |                              |
| 2016     | Little Big House                        |                    |                              |
| 2017     | Mad Genius                              | Mason              |                              |
| 2018     | The Honor List                          | Aaron              |                              |
| Televize |                                         |                    |                              |
| Rok      | Název                                   | Rol                | Poznámky                     |
| 2011     | Justice                                 | Peter              | díl: „Like Father Like Son“  |
| 2011     | The Fades                               | Steve              | 5 díly                       |
| 2012     | Eggbox                                  | Danny              | TV film                      |
| 2012     | Coming Up                               | Carl Slade         | díl: „Postcode Lottery“      |
| 2013     | Lightfields                             | Nick               | 5 dílů                       |
| 2013     | Motive                                  | Cam Radcliffe      | díl: „The One That Got Away“ |
| 2014     | Our World War                           | William Hunt       | díl: „Pals“                  |
| 2017     | Broadchurch                             | Leo Humphries      | 7 dílů                       |
| 2018     | Life Sentence                           | Manažer kavárny    | díl: „Pilot“                 |
| 2019     | Pretty Little Liars: The Perfectionists | Nolan Hotchkiss    | hlavní role                  |
| Videohry |                                         |                    |                              |
| Rok      | Název                                   | Rol                | Poznámky                     |
| 2017     | Mass Effect: Andromeda                  | Voces adicionales  |                              |